# 40 mm armata przeciwlotnicza wz. 36 Bofors
Armata przeciwlotnicza 40 mm wz. 36 Bofors – produkowany na licencji w Polsce, polski wariant szwedzkiej armaty Bofors 40 mm, przed wybuchem II wojny światowej przyjęty na uzbrojenie Wojska Polskiego, eksportowany także do 1939 do Wielkiej Brytanii i Francji.

## 40 mm L/60
Opracowana została w 1933 w szwedzkiej firmie Bofors, a następnie przyjęta do uzbrojenia przez wiele krajów świata. Mimo iż konstrukcja jest już bardzo zaawansowana wiekiem, w niektórych krajach to broń ta nadal pozostaje w użyciu. Mimo przyjętego przez firmę Bofors oznaczenia L/60 wszystkie produkowane na świecie tego typu działa miały długość lufy 56¼ kalibra z wyjątkiem dział produkowanych w Japonii. Bofors produkował także wcześniejszą odmianę tych dział 40 mm L/43 ubåtsautomatkanon Model 1932 przeznaczonych dla okrętów podwodnych o krótszej o 52 cm lufie. Wbrew wielu powielanym informacjom działa o lufach długości L/43 nigdy nie zostały zainstalowane na polskich okrętach.
Przez cały okres produkcji armata była wielokrotnie modernizowana i produkowana w rozmaitych wersjach (zależnie od daty i kraju produkcji). Armata była montowana na różnych podstawach – lądowych, morskich, a także na pojazdach. Produkowana była w wersjach pojedynczych, a także podwójnie i poczwórnie sprzężonych. Mimo że licencyjną produkcję działek 40 mm prowadziła także Wielka Brytania, z uwagi jednak na potrzebę szybkiego uzbrojenia jej sił zbrojnych, rząd tego państwa dokonywał zamówień na dostawę Bofors 40 mm także w Polsce i na Węgrzech. Chęć produkcji tych dział wyrażała także Francja, jednak ostatecznie dokonała ich zakupu w Polsce. Ich eksport z Polski trwał nadal w 1939.

### Użycie w Wojsku Polskim
Jako pierwsza zakupiła 40 mm działa Bofors polska Marynarka Wojenna. 2 zdwojone zestawy morskie zakupiono w maju 1934 r., a 4 dalsze w grudniu tego roku.

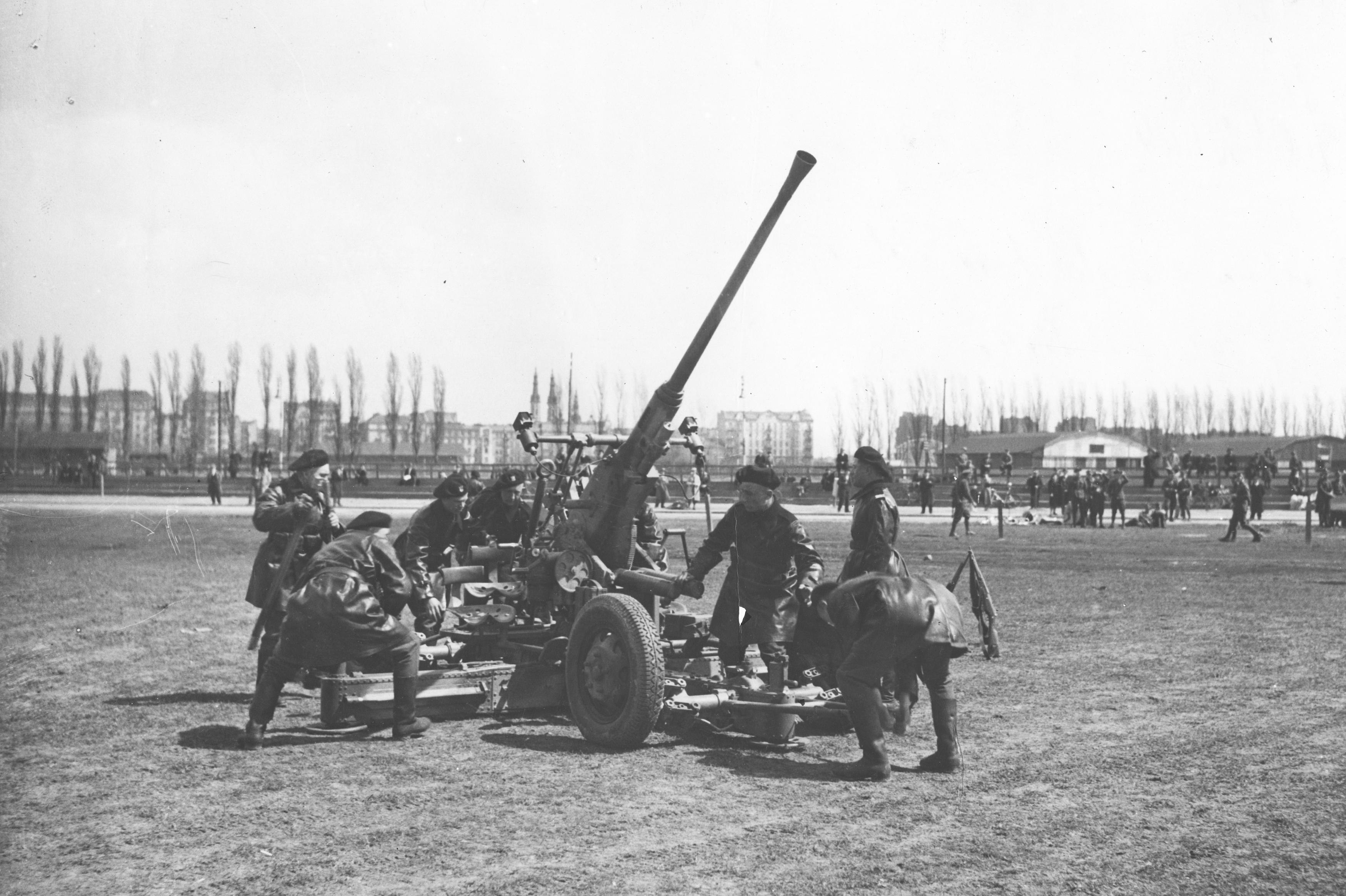
Armata przeciwlotnicza Bofors wz. 36 kal. 40 mm podczas pokazów wojskowych na Polu Mokotowskim

Pierwsze polskie armaty tego typu dla wojsk lądowych w liczbie 60 sztuk, zostały zakupione w Szwecji w grudniu 1935. Następnie podjęto produkcję licencyjną armaty w Polsce.

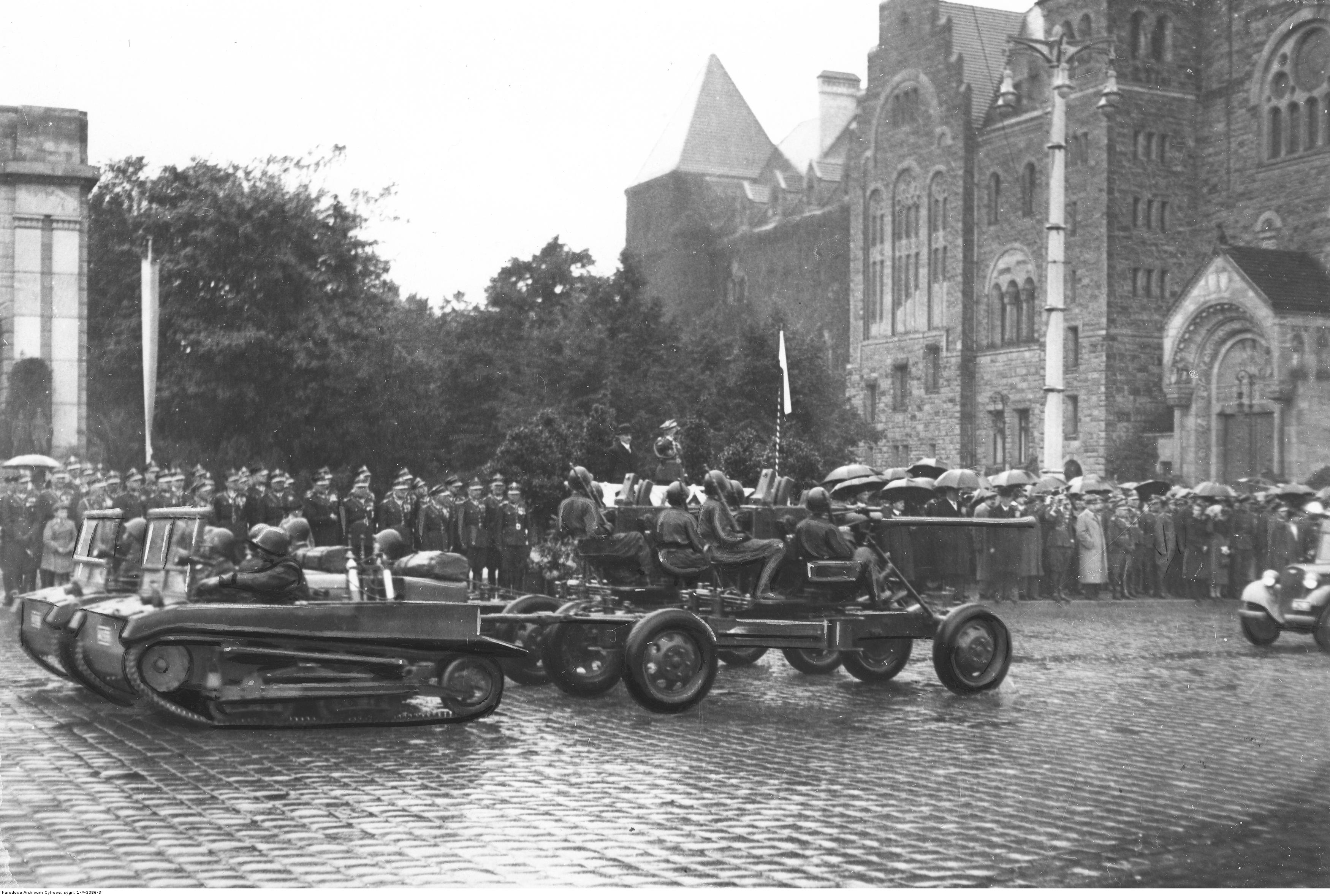
Święto Żołnierza w Poznaniu 1939 – 40 mm armaty przeciwlotnicze Bofors wz. 36 holowane przez ciągniki C2P

Działo odznaczało się dobrymi właściwościami balistycznymi i było skuteczne w walce z celami powietrznymi na pułapie do 3000 m. Przed wojną zamierzano osiągnąć stan 638 armat. Mimo braków tej armaty w armii firma SePeWe sprzedała za granicę 168 armat m.in. do Wielkiej Brytanii, Rumunii i Holandii. Prawdopodobnie nie wszystkie z tych dział dotarły do adresatów, gdyż na wybrzeżu znaleziono w strefie wolnocłowej 8 dział, z których uformowano dwie baterie, jedną dla Gdyni, a drugą dla Helu. W wojskach polowych trakcję dla armaty stanowił ciągnik artyleryjski C2P, który również był używany w roli siły pociągowej dla przyczep amunicyjnych oraz sprzętowych.

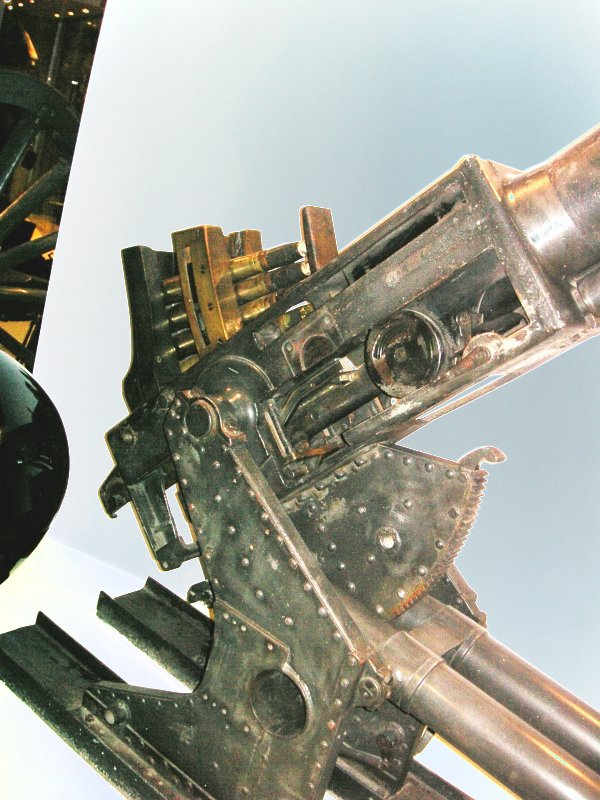
Zamek polskiego działa wz. 36 w Muzeum Wojska Polskiego w Warszawie

10 grudnia 1937 I Wiceminister Spraw Wojskowych, generał brygady Janusz Głuchowski, wprowadził do użytku służbowego regulamin artylerii przeciwlotniczej „Działoczyny przy 40 mm armacie przeciwlotniczej wz. 1936 {\displaystyle {\tfrac {Art.2-1}{1937}}}”. Regulamin stanowił, że obsługa działonu liczyła dziewięciu kanonierów pod dowództwem działonowego: celowniczy kierunku, celowniczy wysokości, celownikowy, ładowniczy, przelicznikowy, amunicyjny, wręczyciel, kierowca ciągnika z działem, kierowca ciągnika z przyczepką amunicyjną. Dwa działony tworzyły pluton ogniowy. Ponadto w skład plutonu wchodził dowódca plutonu, „pomiarowy” – zastępca dowódcy plutonu i dowódca drużyny pomiarowej, patrol radiowy i dowódca wozów bojowych.
Pod koniec 1938 opracowano polską wersję armaty z dolną lawetą półstałą (wz. 38). Armaty te były mniej mobilne i przeznaczone do ochrony obiektów. Uproszczona laweta była tańsza w produkcji, a do jej przetaczania wystarczył samochód ciężarowy.

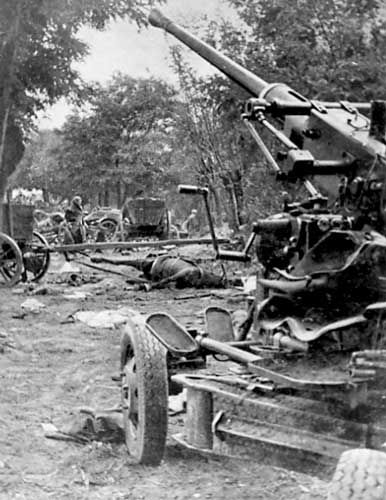
Polskie działo przeciwlotnicze Boforsa po ataku Luftwaffe w czasie bitwy nad Bzurą wrzesień 1939

W przededniu II wojny światowej Wojsko Polskie dysponowało 144 armatami przeciwlotniczymi 40 mm Boforsa. Powołany w 1935 Komitet ds. Uzbrojenia i Sprzętu zaakceptował potrzeby osłony przeciwlotniczej wojsk określone podczas przeglądu wyposażenia na 366 dział 40 mm Boforsa. Potrzeby miały zostać zrealizowane do 1942, natomiast w ostatnich latach przedwojennych (w tym w 1939) Polska wyeksportowała 220 takich armat, co odpowiadało 42 dywizyjnym bateriom przeciwlotniczym. Według innych danych Wojsko Polskie we wrześniu 1939 miało posiadać 358 armat tego typu, co pozwoliło na sformowanie 40 czterodziałowych baterii dla dywizji piechoty, 2 czterodziałowych baterii dla brygad pancerno-motorowych, 11 dwudziałowych baterii dla brygad kawalerii oraz 81 lotniczych, wojskowych i fabrycznych plutonów składających się z 2 armat. 
W chwili wybuchu wojny polska Marynarka Wojenna używała 6 zestawów zdwojonych na okrętach nawodnych (OORP „Grom”, „Błyskawica”, „Gryf”) o lufach chłodzonych wodą i 2 zestawów zdwojonych na okrętach podwodnych (OORP „Orzeł”, „Sęp”) o lufach chłodzonych powietrzem. Wszystkie one miały jednak tę samą długość lufy wynoszącą 56 kalibrów i strzelały tymi samymi typami amunicji. Różnice polegały ponadto na tym, że zestawy dla OP nie miały systemu stabilizacji poprzecznej, a miały podstawę częściowo składaną na czas chowania działa w wodoszczelnej studzience, co wiązało się z ich wysuwaniem i chowaniem, przez stosunkowo mały właz pokrywy ich studzienki. Marynarze z ORP „Sęp” po wojnie demonstrowali, że w razie potrzeby wraz z działem ze studzienki mogło być podniesionych czterech członków obsługi.
Na tabliczce znamionowej korpusu zestawu dla okrętów nawodnych zestaw opisany był jako A.B. BOFORS, SVERIGE, DZ.40 MM L/60 WZ 36, a na samych działach jako BOFORS 1936, DZ.PLTN.40mm. WZ.36, zaś na działach okrętów podwodnych jako BOFORS 1937, DZ.PLTN.40mm. WZ.36, skąd pewnie wzięły się błędy w oznaczaniu wzoru działa. Liczba używanych czynnie na polskich okrętach zestawów zdwojonych dział 40 mm Bofors wynosiła 8 sztuk. Nie zgadza się to z liczbą podaną w Księdze zamówień firmy Bofors za lata 1932–1939 gdzie podano 6 sztuk cytowaną w „The Bofors gun” Terry’ego Gandera, który nie wziął pod uwagę polskich źródeł. Według polskich źródeł faktyczne zamówienia złożone w firmie Bofors w których występowały zestawy morskie dział 40 mm, zawiera poniższa tabela.
| Przedmiot                                                                                               | Numer umowy                                                        | Kwota umowy | Czas zawarcia  | Czas dostawy      | Uwagi |
| 2x120 mm; 2x2 120 mm; 2x2 40 mm; amunicja bojowa, oświetlająca, szkolna + lufy ćwiczebne + transport    | 195/34/35; dla ORP Gryf                                            | 1 405 370 koron szwedzkich | 23.V.1934      | Do 23.III.1936 r. | Dostawa do dowolnego portu we Francji – dostarczone. |
| 6x2 120 mm; 4x2 40 mm; amunicja bojowa, ćwiczebna i oświetlająca; 24 x lufa ćwiczebna do działa 120 mm; | 635/34; dla ORP Grom i ORP Błyskawica                              | 2 717 020 koron szwedzkich | 20.XII.1934    | do 1.XII.1936 r.  | Dostawa do dowolnego portu w Anglii – dostarczone |
| 2x1 120 mm                                                                                              | aneks do poprzedniej umowy; dla ORP Grom i ORP Błyskawica          | brak | 12.II.1935 r.  | do 1.XII.1936 r.  | Dostawa do dowolnego portu w Anglii – dostarczone. |
| 2x 105 mm; 2x2 40 mm                                                                                    | brak; dla ORP Orzeł i ORP Sęp                                      | 580 000 koron szwedzkich | koniec 1935 r. | brak              | Dostawa do dowolnego portu w Holandii – dostarczone. |
| 2x 120 mm; 6x2 120 mm; 4x2 40 mm; amunicja i sprzęt pomocniczy                                          | 420/38; dla nowych niszczycieli typu Huragan                       | 5 143 000 koron szwedzkich (w tym po 240 000 koron za działa podwójne i 150 000 za pojedyncze) | 1.IX.1938 r.   | Do 1.IX.1941 r.   | Nie dostarczone (miały być niższe na czopach o 10 cm). |
| 2x 120 mm; 4x2 120 mm; 2x2 40 mm; amunicja i sprzęt                                                     | w ramach poprzedniej umowy; na modernizację ORP Wicher i ORP Burza | 3 500 000 złotych razem z kosztami ustawienia dział 130 mm w bateriach na Helu, prawdopodobnie koszty zakupu dział są w kwocie podanej w powyższej tabelce (po 240 000 koron za działa podwójne i 150 000 za pojedyncze) i o nie trzeba pomniejszyć tę kwotę. | 1.IX.1938 r.   | Do 1.I.1941 r.    | Nie dostarczone – Zdjęte działa 130 mm miały być ustawione w fortyfikacjach jako artyleria nadbrzeżna. Jest też wersja, że niszczyciele miały otrzymać nie po 5, a po 6 dział 120 mm i wersja że dział 40 mm miało być 4x2 dla obu, co jest mało prawdopodobne. |
| 2x 105 mm + 2x2 40 mm lub 4x2 40 mm                                                                     | Brak; dla nowych okrętów podwodnych budowanych we Francji          | brak | brak           | brak              | Dowolny port we Francji (bardziej prawdopodobna wersja 4x2 40 mm) – nie dostarczono. |

Po klęsce wrześniowej armata ponownie trafiła do jednostek PSZ na Zachodzie m.in. 1 Dywizji Pancernej i 2 Korpusu Polskiego.

### Dane taktyczno-techniczne
- Data opracowania: 1936

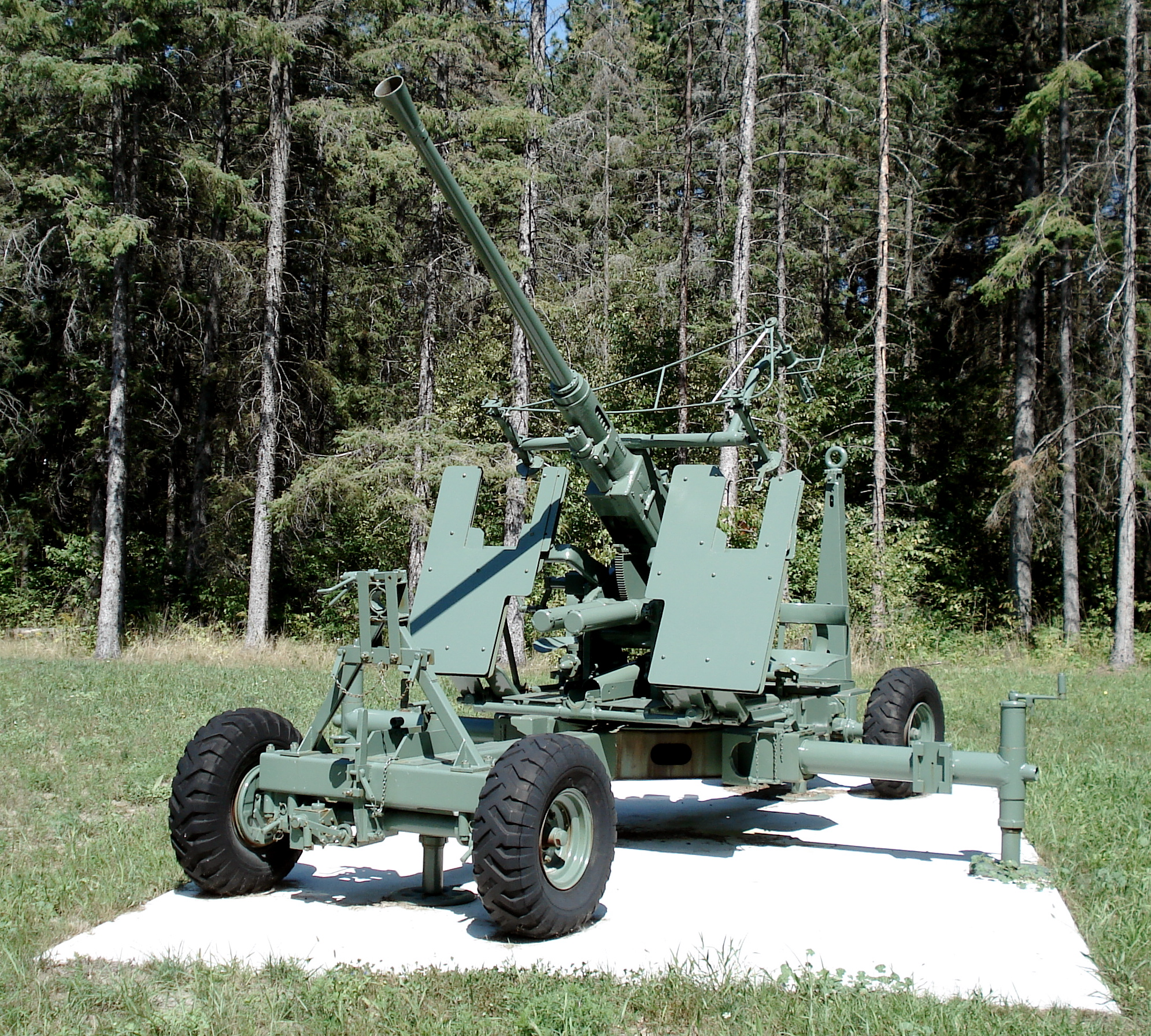
Bofors 40 mm Mark IC

- Data wejścia do służby (wybrane kraje): Wielka Brytania – 1941, USA – 1942, Niemcy – 1944
- Masa działa: 462 kg (japońska wersja chłodzona powietrzem) – 528 kg (brytyjska wersja chłodzona wodą)
- Długość działa: 369.1–378 cm
- Długość lufy: 225–240 cm
- Szybkostrzelność: 120 strzałów na minutę (do 160 strzałów na minutę w pozycji horyzontalnej)
- Masa pocisku: 894–1002 g
- Masa naboju: 2100–2221 g
- Masa i rodzaj materiału wybuchowego w pocisku: 67 g TNT – 92 g heksatonalu. Pociski przeciwpancerne jednorodne – bez materiału wybuchowego
- Długość pocisku: 184 mm
- Długość naboju: 447–451 mm
- Masa ładunku miotającego: 280–326 g
- Wymiary łuski: 40x311 mm
- Prędkość wylotowa pocisku: ok. 850 m/s
- Żywotność lufy: 9500–10000 strzałów
- Zasięg maksymalny (zależy od wersji i amunicji): do 10200 m poziomo i 7200 m pionowo
- Przebijalność pancerza na dystansie 1000 m: do 69 mm
- Przebijalność pancerza na dystansie 2000 m: do 30 mm
- Chłodzenie: wodą lub powietrzem
- W Wojsku Polskim II RP do 40 mm armaty przeciwlotniczej wz. 36, stosowana była jednostka ognia (JO) licząca 200 nabojów z granatem kruszącym. JO mieściła się w 17 skrzynkach (faktycznie 204 nb), masa JO w skrzynkach: 629 kg.